# Lutrinae
A subfamília Lutrinae pertence à família dos Mustelídeos. Existem 13 espécies, dentro de 7 géneros. Todas as espécies são nadadoras, vivendo no litoral, em rios ou em lagos, e possuem os dedos unidos por membranas interdigitais, que facilitam a natação. A espécie mais conhecida é a lontra comum, que dá nome à subfamília. Alimentam-se principalmente de peixes, crustáceos, répteis e moluscos.

## Descrição
A lontra é um animal mamífero da subfamília Lutrinae, que pertence à ordem carnívora e à família dos mustelídeos. Encontra-se na Europa, Ásia, África, numa parte sul da América do Norte e ao longo de toda a América do Sul, incluindo o Brasil e a Argentina. O seu habitat natural é o rio, onde busca alimentos, como peixes, crustáceos, moluscos, répteis e, com menos frequência, aves e pequenos mamíferos.
Geralmente, a lontra tem hábitos noturnos, dormindo de dia na margem do rio e acordando de noite para buscar alimento. Os grupos sociais são formados pelas fêmeas e pelos seus filhotes. Os machos não vivem em grupos e só se juntam a uma fêmea na época de acasalamento. O período de gestação da lontra é de cerca de 2 meses, produzindo de um a cinco filhotes.
A lontra adulta mede entre 55 a 120 centímetros de comprimento (incluindo a cauda) e pesa até 35 quilos. Embora a sua carne não seja comercializada em larga escala, a lontra faz parte da lista de animais ameaçados de extinção principalmente pelo alto valor da sua pele e pela depredação dos ecossistemas, aos quais a lontra está adaptada.
Este animal possui uma pelagem com duas camadas, uma externa e impermeável e outra interna usada para o isolamento térmico. O corpo, por sua vez, é hidrodinâmico, preparado para nadar em alta velocidade.
A lontra é capaz de assobiar, chiar e guinchar. Pode ficar submersa durante 6 minutos e ao nadar pode alcançar a velocidade de 12 km/h.

### Cladograma da subfamília Lutrinae
Cladograma baseado nos estudos de Koepfli et al. 2008 e Bininda-Emonds et al. 1999.
|  | \| \| Chugungo (Lontra felina) \| \| \| \| \| \| Lontra provocax \| \| \| \| |
|  |                                                                              |
|  | Lontra-neotropical (Lontra longicaudis)                                      |
|  |                                                                              |
|  | Chugungo (Lontra felina)                                                     |
|  |                                                                              |
|  | Lontra provocax                                                              |
|  |                                                                              |

|  | Chugungo (Lontra felina) |
|  |                          |
|  | Lontra provocax          |
|  |                          |

|  | \| \| Chugungo (Lontra felina) \| \| \| \| \| \| Lontra provocax \| \| \| \| |
|  |                                                                              |
|  | Lontra-neotropical (Lontra longicaudis)                                      |
|  |                                                                              |
|  | Chugungo (Lontra felina)                                                     |
|  |                                                                              |
|  | Lontra provocax                                                              |
|  |                                                                              |

|  | Chugungo (Lontra felina) |
|  |                          |
|  | Lontra provocax          |
|  |                          |

|  | Lontra-europeia (Lutra lutra)            |
|  |                                          |
|  | Lontra-de-nariz-peludo (Lutra sumatrana) |
|  |                                          |

|  | Aonyx capensis |
|  |                |

|  | Lontra-anã-oriental (Aonyx cinerea)           |
|  |                                               |
|  | Lontra-de-pelo-liso (Lutrogale perspicillata) |
|  |                                               |

|  | Aonyx capensis |
|  |                |

|  | Lontra-anã-oriental (Aonyx cinerea)           |
|  |                                               |
|  | Lontra-de-pelo-liso (Lutrogale perspicillata) |
|  |                                               |

|  | Lontra-europeia (Lutra lutra)            |
|  |                                          |
|  | Lontra-de-nariz-peludo (Lutra sumatrana) |
|  |                                          |

|  | Aonyx capensis |
|  |                |

|  | Lontra-anã-oriental (Aonyx cinerea)           |
|  |                                               |
|  | Lontra-de-pelo-liso (Lutrogale perspicillata) |
|  |                                               |

|  | Aonyx capensis |
|  |                |

|  | Lontra-anã-oriental (Aonyx cinerea)           |
|  |                                               |
|  | Lontra-de-pelo-liso (Lutrogale perspicillata) |
|  |                                               |

|  | Lontra-europeia (Lutra lutra)            |
|  |                                          |
|  | Lontra-de-nariz-peludo (Lutra sumatrana) |
|  |                                          |

|  | Aonyx capensis |
|  |                |

|  | Lontra-anã-oriental (Aonyx cinerea)           |
|  |                                               |
|  | Lontra-de-pelo-liso (Lutrogale perspicillata) |
|  |                                               |

|  | Aonyx capensis |
|  |                |

|  | Lontra-anã-oriental (Aonyx cinerea)           |
|  |                                               |
|  | Lontra-de-pelo-liso (Lutrogale perspicillata) |
|  |                                               |

|  | Lontra-europeia (Lutra lutra)            |
|  |                                          |
|  | Lontra-de-nariz-peludo (Lutra sumatrana) |
|  |                                          |

|  | Aonyx capensis |
|  |                |

|  | Lontra-anã-oriental (Aonyx cinerea)           |
|  |                                               |
|  | Lontra-de-pelo-liso (Lutrogale perspicillata) |
|  |                                               |

|  | Aonyx capensis |
|  |                |

|  | Lontra-anã-oriental (Aonyx cinerea)           |
|  |                                               |
|  | Lontra-de-pelo-liso (Lutrogale perspicillata) |
|  |                                               |

|  | \| \| Chugungo (Lontra felina) \| \| \| \| \| \| Lontra provocax \| \| \| \| |
|  |                                                                              |
|  | Lontra-neotropical (Lontra longicaudis)                                      |
|  |                                                                              |
|  | Chugungo (Lontra felina)                                                     |
|  |                                                                              |
|  | Lontra provocax                                                              |
|  |                                                                              |

|  | Chugungo (Lontra felina) |
|  |                          |
|  | Lontra provocax          |
|  |                          |

|  | \| \| Chugungo (Lontra felina) \| \| \| \| \| \| Lontra provocax \| \| \| \| |
|  |                                                                              |
|  | Lontra-neotropical (Lontra longicaudis)                                      |
|  |                                                                              |
|  | Chugungo (Lontra felina)                                                     |
|  |                                                                              |
|  | Lontra provocax                                                              |
|  |                                                                              |

|  | Chugungo (Lontra felina) |
|  |                          |
|  | Lontra provocax          |
|  |                          |

|  | Lontra-europeia (Lutra lutra)            |
|  |                                          |
|  | Lontra-de-nariz-peludo (Lutra sumatrana) |
|  |                                          |

|  | Aonyx capensis |
|  |                |

|  | Lontra-anã-oriental (Aonyx cinerea)           |
|  |                                               |
|  | Lontra-de-pelo-liso (Lutrogale perspicillata) |
|  |                                               |

|  | Aonyx capensis |
|  |                |

|  | Lontra-anã-oriental (Aonyx cinerea)           |
|  |                                               |
|  | Lontra-de-pelo-liso (Lutrogale perspicillata) |
|  |                                               |

|  | Lontra-europeia (Lutra lutra)            |
|  |                                          |
|  | Lontra-de-nariz-peludo (Lutra sumatrana) |
|  |                                          |

|  | Aonyx capensis |
|  |                |

|  | Lontra-anã-oriental (Aonyx cinerea)           |
|  |                                               |
|  | Lontra-de-pelo-liso (Lutrogale perspicillata) |
|  |                                               |

|  | Aonyx capensis |
|  |                |

|  | Lontra-anã-oriental (Aonyx cinerea)           |
|  |                                               |
|  | Lontra-de-pelo-liso (Lutrogale perspicillata) |
|  |                                               |

|  | Lontra-europeia (Lutra lutra)            |
|  |                                          |
|  | Lontra-de-nariz-peludo (Lutra sumatrana) |
|  |                                          |

|  | Aonyx capensis |
|  |                |

|  | Lontra-anã-oriental (Aonyx cinerea)           |
|  |                                               |
|  | Lontra-de-pelo-liso (Lutrogale perspicillata) |
|  |                                               |

|  | Aonyx capensis |
|  |                |

|  | Lontra-anã-oriental (Aonyx cinerea)           |
|  |                                               |
|  | Lontra-de-pelo-liso (Lutrogale perspicillata) |
|  |                                               |

|  | Lontra-europeia (Lutra lutra)            |
|  |                                          |
|  | Lontra-de-nariz-peludo (Lutra sumatrana) |
|  |                                          |

|  | Aonyx capensis |
|  |                |

|  | Lontra-anã-oriental (Aonyx cinerea)           |
|  |                                               |
|  | Lontra-de-pelo-liso (Lutrogale perspicillata) |
|  |                                               |

|  | Aonyx capensis |
|  |                |

|  | Lontra-anã-oriental (Aonyx cinerea)           |
|  |                                               |
|  | Lontra-de-pelo-liso (Lutrogale perspicillata) |
|  |                                               |

|  | \| \| Chugungo (Lontra felina) \| \| \| \| \| \| Lontra provocax \| \| \| \| |
|  |                                                                              |
|  | Lontra-neotropical (Lontra longicaudis)                                      |
|  |                                                                              |
|  | Chugungo (Lontra felina)                                                     |
|  |                                                                              |
|  | Lontra provocax                                                              |
|  |                                                                              |

|  | Chugungo (Lontra felina) |
|  |                          |
|  | Lontra provocax          |
|  |                          |

|  | \| \| Chugungo (Lontra felina) \| \| \| \| \| \| Lontra provocax \| \| \| \| |
|  |                                                                              |
|  | Lontra-neotropical (Lontra longicaudis)                                      |
|  |                                                                              |
|  | Chugungo (Lontra felina)                                                     |
|  |                                                                              |
|  | Lontra provocax                                                              |
|  |                                                                              |

|  | Chugungo (Lontra felina) |
|  |                          |
|  | Lontra provocax          |
|  |                          |

|  | Lontra-europeia (Lutra lutra)            |
|  |                                          |
|  | Lontra-de-nariz-peludo (Lutra sumatrana) |
|  |                                          |

|  | Aonyx capensis |
|  |                |

|  | Lontra-anã-oriental (Aonyx cinerea)           |
|  |                                               |
|  | Lontra-de-pelo-liso (Lutrogale perspicillata) |
|  |                                               |

|  | Aonyx capensis |
|  |                |

|  | Lontra-anã-oriental (Aonyx cinerea)           |
|  |                                               |
|  | Lontra-de-pelo-liso (Lutrogale perspicillata) |
|  |                                               |

|  | Lontra-europeia (Lutra lutra)            |
|  |                                          |
|  | Lontra-de-nariz-peludo (Lutra sumatrana) |
|  |                                          |

|  | Aonyx capensis |
|  |                |

|  | Lontra-anã-oriental (Aonyx cinerea)           |
|  |                                               |
|  | Lontra-de-pelo-liso (Lutrogale perspicillata) |
|  |                                               |

|  | Aonyx capensis |
|  |                |

|  | Lontra-anã-oriental (Aonyx cinerea)           |
|  |                                               |
|  | Lontra-de-pelo-liso (Lutrogale perspicillata) |
|  |                                               |

|  | Lontra-europeia (Lutra lutra)            |
|  |                                          |
|  | Lontra-de-nariz-peludo (Lutra sumatrana) |
|  |                                          |

|  | Aonyx capensis |
|  |                |

|  | Lontra-anã-oriental (Aonyx cinerea)           |
|  |                                               |
|  | Lontra-de-pelo-liso (Lutrogale perspicillata) |
|  |                                               |

|  | Aonyx capensis |
|  |                |

|  | Lontra-anã-oriental (Aonyx cinerea)           |
|  |                                               |
|  | Lontra-de-pelo-liso (Lutrogale perspicillata) |
|  |                                               |

|  | Lontra-europeia (Lutra lutra)            |
|  |                                          |
|  | Lontra-de-nariz-peludo (Lutra sumatrana) |
|  |                                          |

|  | Aonyx capensis |
|  |                |

|  | Lontra-anã-oriental (Aonyx cinerea)           |
|  |                                               |
|  | Lontra-de-pelo-liso (Lutrogale perspicillata) |
|  |                                               |

|  | Aonyx capensis |
|  |                |

|  | Lontra-anã-oriental (Aonyx cinerea)           |
|  |                                               |
|  | Lontra-de-pelo-liso (Lutrogale perspicillata) |
|  |                                               |

|  | \| \| Chugungo (Lontra felina) \| \| \| \| \| \| Lontra provocax \| \| \| \| |
|  |                                                                              |
|  | Lontra-neotropical (Lontra longicaudis)                                      |
|  |                                                                              |
|  | Chugungo (Lontra felina)                                                     |
|  |                                                                              |
|  | Lontra provocax                                                              |
|  |                                                                              |

|  | Chugungo (Lontra felina) |
|  |                          |
|  | Lontra provocax          |
|  |                          |

|  | \| \| Chugungo (Lontra felina) \| \| \| \| \| \| Lontra provocax \| \| \| \| |
|  |                                                                              |
|  | Lontra-neotropical (Lontra longicaudis)                                      |
|  |                                                                              |
|  | Chugungo (Lontra felina)                                                     |
|  |                                                                              |
|  | Lontra provocax                                                              |
|  |                                                                              |

|  | Chugungo (Lontra felina) |
|  |                          |
|  | Lontra provocax          |
|  |                          |

|  | Lontra-europeia (Lutra lutra)            |
|  |                                          |
|  | Lontra-de-nariz-peludo (Lutra sumatrana) |
|  |                                          |

|  | Aonyx capensis |
|  |                |

|  | Lontra-anã-oriental (Aonyx cinerea)           |
|  |                                               |
|  | Lontra-de-pelo-liso (Lutrogale perspicillata) |
|  |                                               |

|  | Aonyx capensis |
|  |                |

|  | Lontra-anã-oriental (Aonyx cinerea)           |
|  |                                               |
|  | Lontra-de-pelo-liso (Lutrogale perspicillata) |
|  |                                               |

|  | Lontra-europeia (Lutra lutra)            |
|  |                                          |
|  | Lontra-de-nariz-peludo (Lutra sumatrana) |
|  |                                          |

|  | Aonyx capensis |
|  |                |

|  | Lontra-anã-oriental (Aonyx cinerea)           |
|  |                                               |
|  | Lontra-de-pelo-liso (Lutrogale perspicillata) |
|  |                                               |

|  | Aonyx capensis |
|  |                |

|  | Lontra-anã-oriental (Aonyx cinerea)           |
|  |                                               |
|  | Lontra-de-pelo-liso (Lutrogale perspicillata) |
|  |                                               |

|  | Lontra-europeia (Lutra lutra)            |
|  |                                          |
|  | Lontra-de-nariz-peludo (Lutra sumatrana) |
|  |                                          |

|  | Aonyx capensis |
|  |                |

|  | Lontra-anã-oriental (Aonyx cinerea)           |
|  |                                               |
|  | Lontra-de-pelo-liso (Lutrogale perspicillata) |
|  |                                               |

|  | Aonyx capensis |
|  |                |

|  | Lontra-anã-oriental (Aonyx cinerea)           |
|  |                                               |
|  | Lontra-de-pelo-liso (Lutrogale perspicillata) |
|  |                                               |

|  | Lontra-europeia (Lutra lutra)            |
|  |                                          |
|  | Lontra-de-nariz-peludo (Lutra sumatrana) |
|  |                                          |

|  | Aonyx capensis |
|  |                |

|  | Lontra-anã-oriental (Aonyx cinerea)           |
|  |                                               |
|  | Lontra-de-pelo-liso (Lutrogale perspicillata) |
|  |                                               |

|  | Aonyx capensis |
|  |                |

|  | Lontra-anã-oriental (Aonyx cinerea)           |
|  |                                               |
|  | Lontra-de-pelo-liso (Lutrogale perspicillata) |
|  |                                               |

## Espécies atuais
- Género Lontra
  - Lontra longicaudis (Olfers, 1818) - Lontra-neotropical, vive na América do Norte, América Central e América do Sul, do norte do México ao Uruguai
  - Lontra canadensis (Schreber, 1777) - Lontra-canadense, vive na América do Norte, no Canadá e nos Estados Unidos
  - Lontra felina (Schreber) - Lontra do mar, vive no litoral do Chile e Peru
  - Lontra provocax (Thomas, 1908) - vive no Chile
- Género Lutra
  - Lutra lutra (Linnaeus, 1758) - Lontra-europeia, vive na Europa
  - Lutra sumatrana - Lontra-de-sumatra ou lontra-de-nariz-peludo, Indonésia, Camboja e Vietnã
  - Lutra maculicollis - Lontra-de-pescoço-pintado, África
- Género Aonyx (Lesson, 1827)
  - Aonyx capensis - Lontra-do-cabo, vive no sul da África
  - Aonyx congicus - Lontra-do-congo, vive na bacia do rio Congo, na África.
- Género Amblonyx
  - Amblonyx cinereus - Lontra-anã-oriental ou lontra-indiana , vive na Índia, China e outros países próximos; às vezes é classificada como Aonyx cireneus
- Género Pteronura
  - Pteronura brasiliensis (Gmelin, 1788) - Lontra-gigante ou ariranha, endémica do Brasil
- Género Lutrogale
  - Lutrogale perspicillata - Lontra-sul-indiana, sul da Índia
- Género Enhydra
  - Enhydra lutris (Fleming, 1822) - Lontra-marinha, vive na América do Norte e no norte da Ásia

## Galeria de imagens

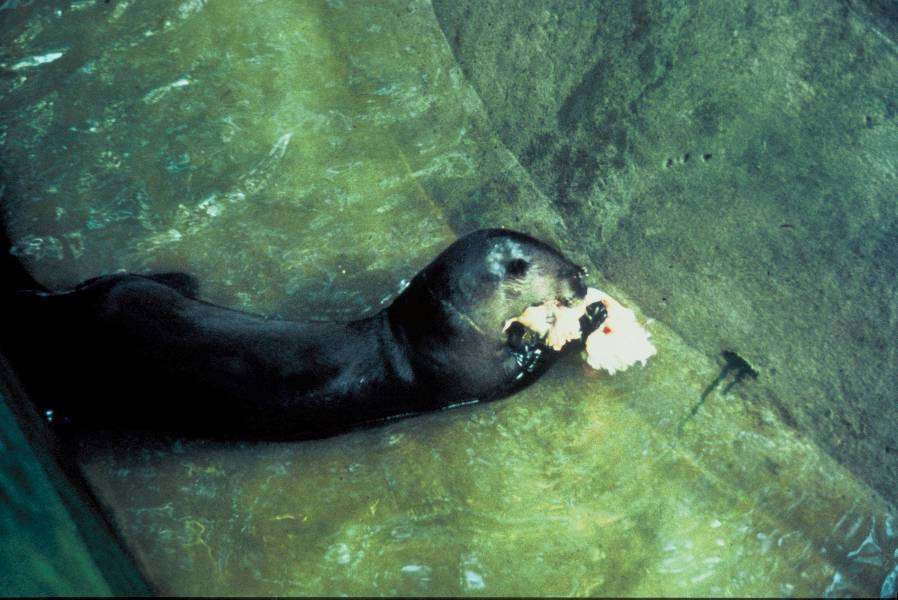
Ariranha ou lontra gigante - Pteronura brasiliensis
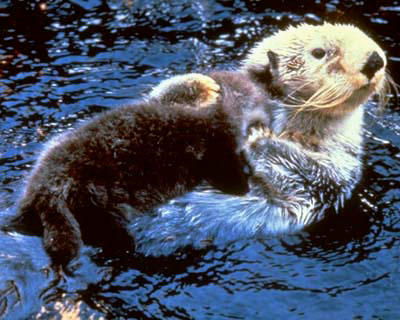
Lontra-marinha - Enhydra lutris
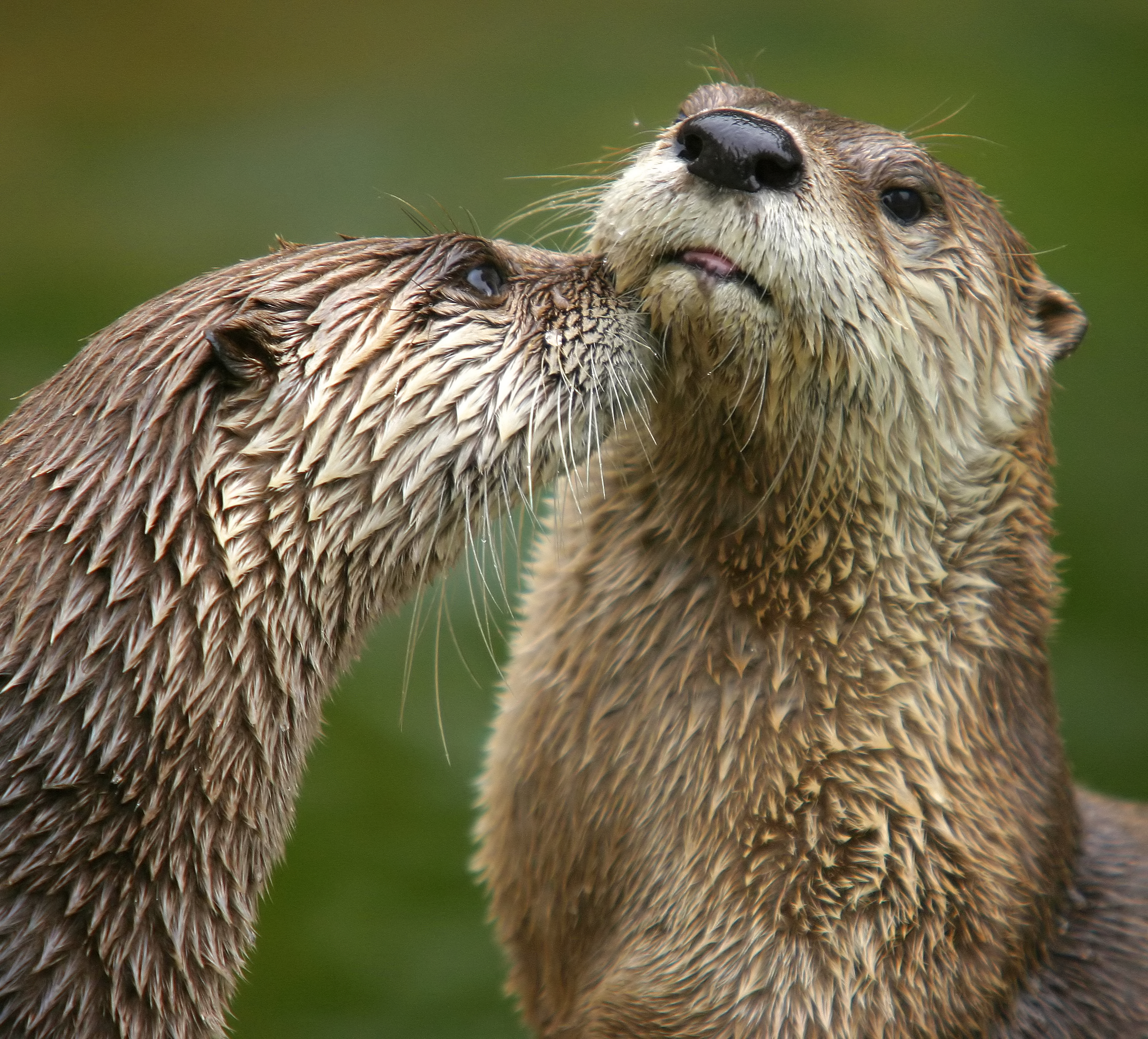
Lontra-canadense - Lontra canadensis
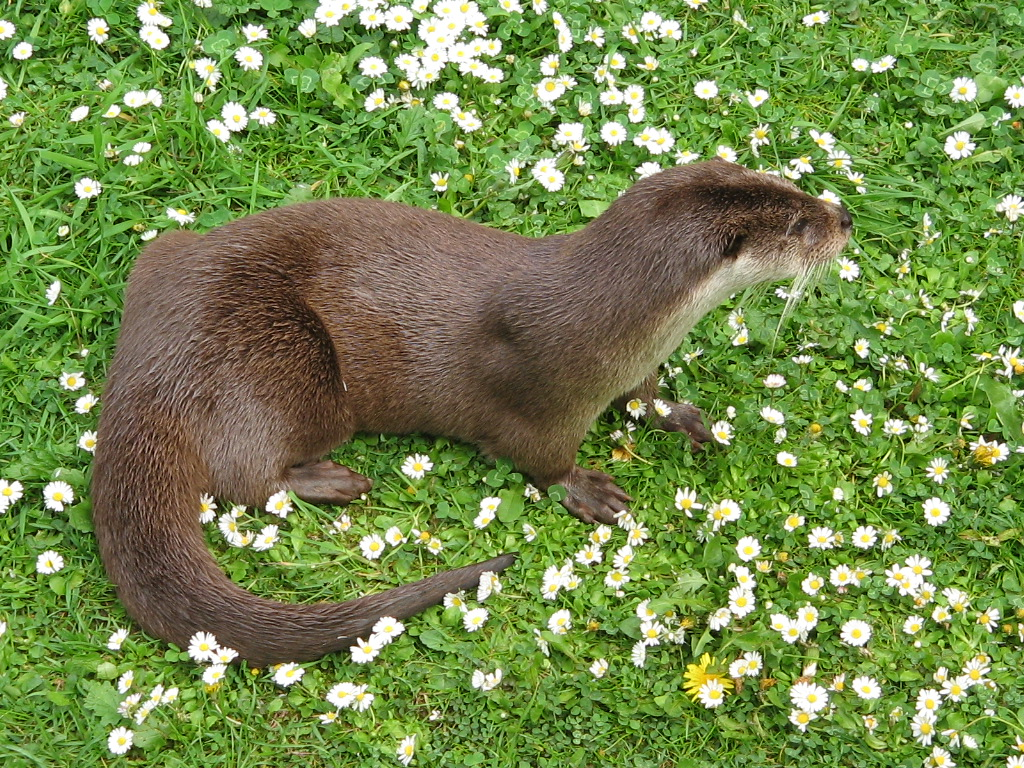
Lontra-europeia - Lutra lutra
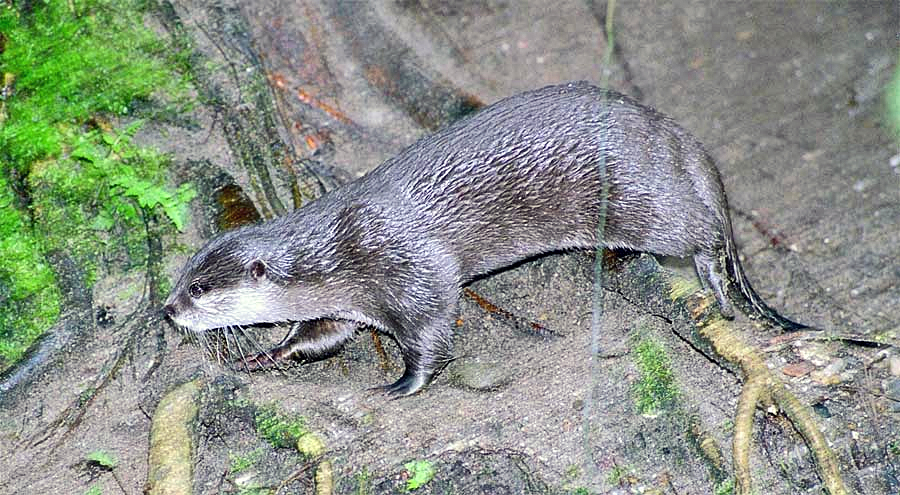
Lontra-anã-oriental - Amblonyx cinereus
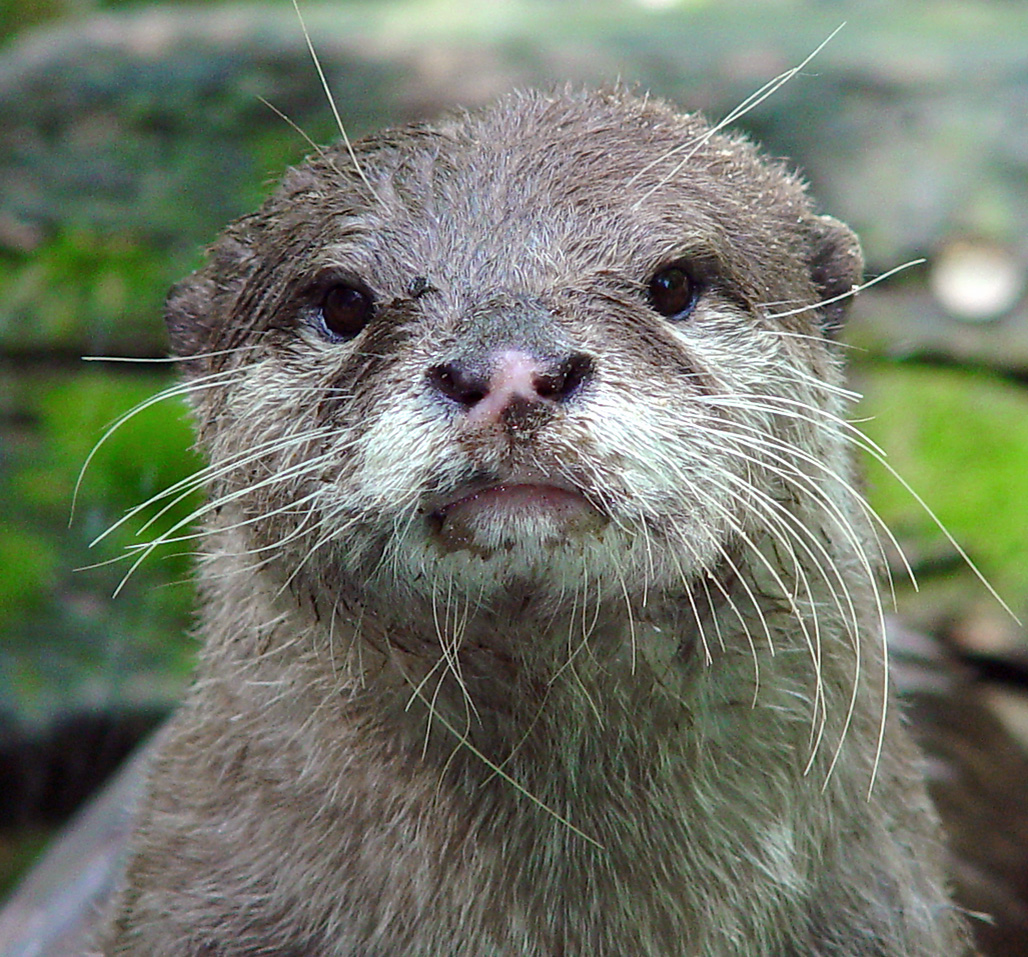
Lontra-anã-oriental - Amblonyx cinereus
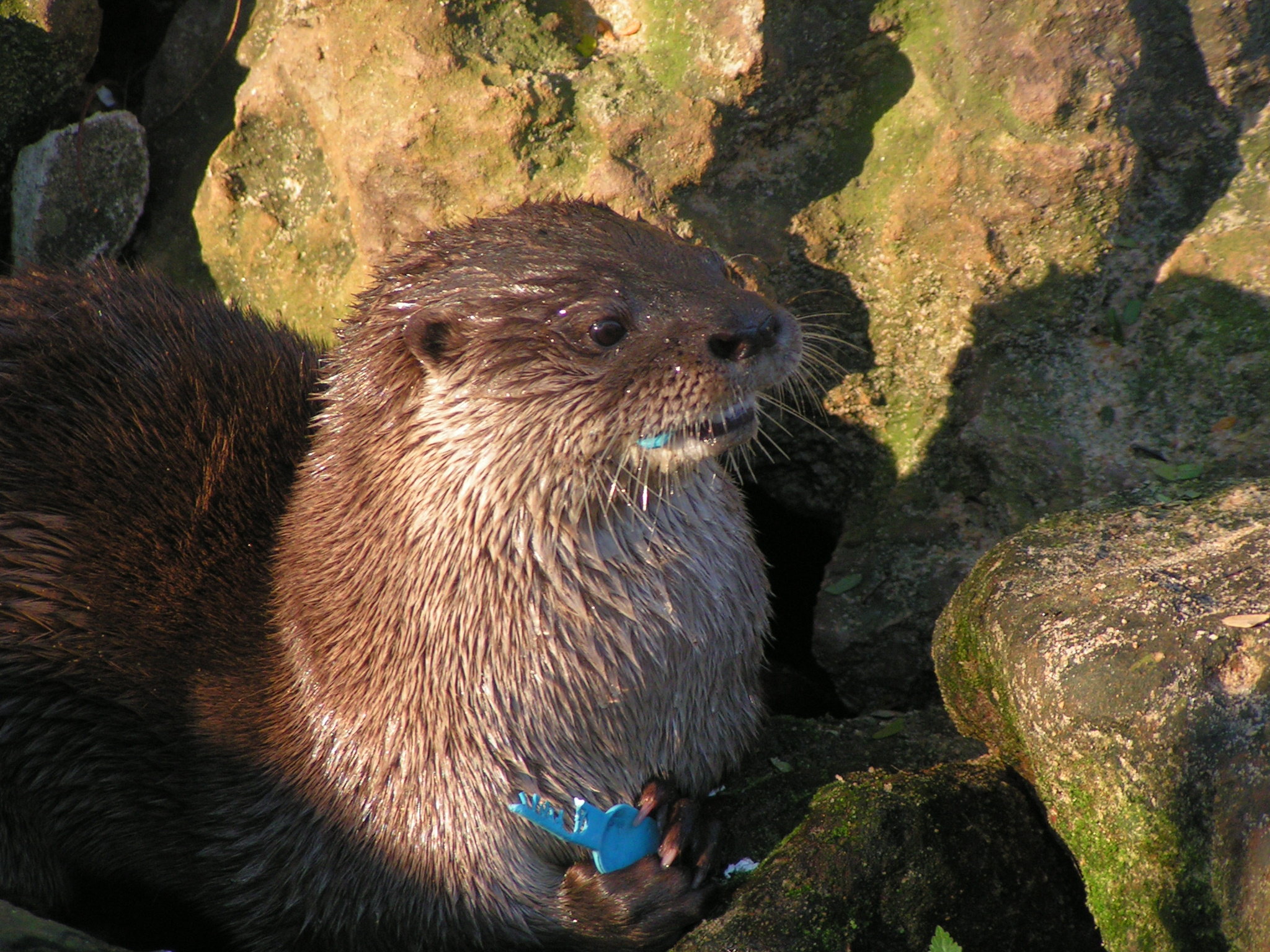
Lontra-neotropical - Lontra longicaudis

## Taxonomia da SubfamíliaLutrinae

### TriboLutrini
- Siamogale †
  - Siamogale thailandicus
- Cyrnolutra Pereira & Salotti, 2000 †
  - Cyrnolutra castiglionis Pereira & Salotti, 2000 - Plistoceno, Córsega
- Paralutra †
  - Paralutra jaegeri
  - Paralutra garganensis
- Satherium †
  - Satherium piscinaria
- Torolutra †
  - Torolutra ougandensis
- Sardolutra †
  - Sardolutra ichnusae (Malatesta, 1977) - Plistoceno, Sardenha
- Algarolutra Malatesta et Willemsen, 1986 †
  - Algarolutra majori (Malatesta, 1978) - Plistoceno, Córsega e Sardenha.
- Lutra Brünnich, 1771
  - Lutra simplicidens Thenius, 1965 † - Plistoceno Médio, Europa Central e Ocidental.
  - Lutra lutra (Linnaeus, 1758) - Lontra-europeia
  - Lutra sumatrana (Gray, 1865) - Lontra-de-sumatra, Indonésia
  - Lutra maculicollis Lichtenstein, 1835 - Lontra-de-pescoço-pintado, África
    - Lutra trinacriae (Burgio & Fiore, 1988) † - Plistoceno, Sicília. Lontra-siciliana, extinta
    - Lutra euxena (Bate, 1935) † - Plistoceno, Malta. Lontra-maltesa, extinta

  - Lutra bravardi Pomel, 1843 † (=L. clermontensis) - Rusciniano (MN 16A), França.
- Lontra Gray, 1843
  - Lontra longicaudis (Olfers, 1818) - Lontra-neotropical, vive na América do Norte, América Central e América do Sul, do norte do México ao Uruguai
  - Lontra canadensis (Schreber, 1777) - Lontra-canadense ou lontra-de-rio-norte-americana, vive na América do Norte, no Canadá e nos Estados Unidos
  - Lontra felina (Mollina, 1782) - Lontra-marinha-do-chile, vive no litoral do Chile e Peru
  - Lontra provocax (Thomas, 1908) - Lontra-do-chile, vive no Chile
- Pteronura Gray, 1837
  - Pteronura brasiliensis (Gmelin, 1788) - Lontra-gigante ou ariranha, endémica do Brasil
- Lutrogale Gray, 1865
  - Lutrogale cretensis (Symeonides & Sondaar, 1975) † - Plistoceno, Creta.
  - Lutrogale perspicillata (I. Geoffroy Saint-Hilaire, 1826) - Lontra-indiana, sul da Índia

### TriboAonychini
- Limnonyx †
- Cyrnaonyx Helbing, 1935 †
  - Cyrnaonyx antiqua (Blainville, 1841)
- Aonyx Lesson, 1827
  - Aonyx capensis (Schinz, 1821) - Lontra-do-cabo ou lontra-de-bochechas-brancas , vive no sul da África
  - Aonyx congicus Lönnberg, 1910 - Lontra-do-congo, vive na bacia do rio Congo, na África.
- Amblonyx Rafinesque, 1832
  - Amblonyx cinereus (Illiger, 1815) - Lontra-anã, vive na Índia, China e outros países próximos; às vezes é classificada como Aonyx cireneus
- Megalenhydris Willemsen & Malatesta, 1987 †
  - Megalenhydris barbaricina Willemsen & Malatesta, 1987 - Plistoceno, Sardenha
- Tyrrhenolutra †
  - Tyrrhenolutra helbingi

### TriboEnhydrini
- Enhydritherium †
  - Enhydritherium terraenovae
- Enhydra Fleming, 1822
  - Enhydra reevei (Newton, 1890) † - Inglaterra.
  - Enhydra lutris (Linnaeus, 1758) - Lontra-marinha, vive nas costas americanas e asiáticas do Pacífico Norte.

### TriboEnhydriodontini†
- Vishnuonyx Pilgrim, 1932
  - Vishnuonyx chinjiensis Pilgrim, 1932 - MIoceno Médio, Paquistão; Ngorora, Quênia.
- Paludolutra Hürzeler & Engesser, 1976
  - Paludolutra lluecai
  - Paludolutra campanii
  - Paludolutra maremmana
- Enhydriodon Falconer, 1868 †
  - Enhydriodon africanus
  - Enhydriodon pattersoni
  - Enhydriodon sivalensis Falconer, 1868
  - Enhydriodon latipes
  - Enhydriodon falconeri Pilgrim, 1931
- Sivaonyx Pilgrim, 1931
  - Sivaonyx soriae Morales & Pickford, 2005 - Mioceno Superior, Lukeino,Quênia
  - Sivaonyx senutae Morales & Pickford, 2005 - Mioceno Superior, Lukeino, Quênia
  - Sivaonyx kamuhangirei Morales & Pickford, 2005 - Plioceno, Kazinga e Warwire, Uganda
  - Sivaonyx ekecaman (Werdelin, 2003) - Sagatia, Formação Magabet, Quênia
  - Sivaonyx bathygnathus (Lydekker, 1884) - Mioceno Superior, Hasnot, Paquistão.
  - Sivaonyx gandakasensis Pickford, 2007
  - Sivaonyx africanus (Stromer, 1931)
  - Sivaonyx hendeyi (Pickford & Soria, 2005) - Africa do Sul
  - "Sivaonyx" lehmani - Espanha

## Perigos da Ação Antrópica
A expansão das cidades causa às lontras a perda de seu habitat natural com a destruição das vegetações de margens e represamento de rios. Outros casos que podem ser citados é a caça, a poluição da águas e o comércio das mesmas para criação doméstica (animais de estimação).
São 13 as espécies de lontras que correm risco de extinção, sendo que duas espécies brasileiras classificam na Lista Vermelha de Espécies Ameaçadas da União Internacional para a Conservação da Natureza e dos Recursos Naturais (IUCN), como "quase ameaçada e em perigo".